# 六名南
六名南（むつなみなみ）は愛知県岡崎市本庁地区の町丁。現行行政地名は六名南一丁目及び六名南二丁目。

## 地理
岡崎市中心部、本庁地区では南東に位置する。

## 世帯数と人口
2019年（令和元年）5月1日現在の世帯数と人口は以下の通りである。
| 丁目         | 世帯数  | 人口  |
| ------------ | ------- | ----- |
| 六名南一丁目 | 126世帯 | 324人 |
| 六名南二丁目 | 175世帯 | 429人 |
| 計           | 301世帯 | 753人 |

### 人口の変遷
国勢調査による人口の推移
| 1995年（平成7年）  | 581人 | [ 6 ]  |  |
| 2000年（平成12年） | 667人 | [ 7 ]  |  |
| 2005年（平成17年） | 665人 | [ 8 ]  |  |
| 2010年（平成22年） | 670人 | [ 9 ]  |  |
| 2015年（平成27年） | 706人 | [ 10 ] |  |

## 小・中学校の学区
市立小・中学校に通う場合、学区は以下の通りとなる。
| 丁目         | 番・番地等 | 小学校             | 中学校             |
| ------------ | ---------- | ------------------ | ------------------ |
| 六名南一丁目 | 全域       | 岡崎市立六名小学校 | 岡崎市立竜海中学校 |
| 六名南二丁目 | 全域       | 岡崎市立六名小学校 | 岡崎市立竜海中学校 |

## 歴史
額田郡下六名村の一部を前身とする。

### 沿革
- 1980年（昭和55年）3月18日 - 岡崎都市計画南部土地区画整理事業により、天白町及び六名町の一部が独立して六名南1丁目及び2丁目となった[1]。

## 交通
鉄道
- 愛知環状鉄道・愛知環状鉄道線
  - 六名駅の一部

## 施設
- 岡崎市立六名南保育園
- 六名学区市民ホーム
- トヨタL&F岡崎営業所
- Honda Cars三河　岡崎六名南店
- 宮前公園

## その他

### 日本郵便
- 郵便番号 : 444-0845[4]（集配局：岡崎郵便局[12]）。

## 参考資料
- 「角川日本地名大辞典」編纂委員会 編『角川日本地名大辞典 23 愛知県』角川書店、1989年3月8日。ISBN 4-04-001230-5。
- 有限会社平凡社地方資料センター 編『日本歴史地名体系第23巻 愛知県の地名』平凡社、1981年。ISBN 4-582-49023-9。